# Sergy (Aisne)
Sergy – miejscowość i gmina we Francji, w regionie Hauts-de-France, w departamencie Aisne.
Według danych na styczeń 2014 roku gminę zamieszkiwało 168 osób, a gęstość zaludnienia wynosiła 12,5 osób/km².